# 長野県営野球場
長野県営野球場（ながのけんえいやきゅうじょう）は、長野県長野市の長野運動公園内にある野球場である。

## 概要
長野運動公園、長野運動公園野球場、県営長野球場などとも呼ばれている。
施設所有者は長野県となっており、運営管理の権限は長野市に委託された上でシンコースポーツ長野支店が指定管理者として業務にあたっている。

## 歴史
1966年（昭和41年）に住民福祉の増進に寄与するために長野県都市公園条例に伴い建設、完成。以来高校野球、社会人野球などアマチュア野球の公式戦が行われている。
1973年（昭和48年）、1974年（昭和49年）、1978年（昭和53年）、1984年（昭和59年）、1986年（昭和61年）、1989年（平成元年）、1997年（平成9年）にプロ野球公式戦を開催。
2000年（平成12年）、市内篠ノ井に長野オリンピックスタジアムが完成。さらに、市内城山にあった長野市営城山野球場が老朽化により同年シーズンを最後に閉鎖された。
2001年（平成13年）の大規模改修により、フィールドは国際試合開催規格を充足したものの、メインスタンドは40年前に開場した当時のものを改修しながら使っているに過ぎず、老朽化などによる設備の陳腐化は否めない。しかしながら、オリンピックスタジアムのフィールドは全面人工芝であり、県高野連は「人工芝は身体に負担がかかるなどプレーに支障がある上、県の面積が広いため県内全校の部員が平等に人工芝を経験する機会が得られない可能性がある」として使用を敬遠していることから、県営野球場は高校球界に於いては、引き続き北信地区のメイン開催球場として使用されていた。だが、2021年（令和3年）現在は、オリンピックスタジアムが大会に使用され、当球場は使用されていない。
ベースボール・チャレンジ・リーグの信濃グランセローズが、公式戦を2011年（平成23年）より開催している。2017年（平成29年）には地区チャンピオンシップ1試合が開催された。2018年（平成30年）以降は、オリンピックスタジアムに代わり、年間最多開催球場となっている。

## 施設概要
- 構造：鉄筋コンクリート
- 両翼：98m、中堅：122m
- 内野：クレー、外野：天然芝
- スコアボード：磁気反転式
- ナイター照明設備：6基（照度不足でプロ野球公式戦開催不可）
- 収容人員：16,000人（内野：10,000人、外野：6,000人）

## 交通
- しなの鉄道北しなの線 北長野駅・長野電鉄長野線 信濃吉田駅から徒歩で約20分。
- 駐車場：約200台